# Locomotiva FS 553
La locomotiva a vapore gruppo 553 era una locomotiva a 2 assi motori accoppiati e carrello anteriore biassiale, con tender a carrelli, alimentata a carbone, che le Ferrovie dello Stato acquisirono nel proprio parco in conto riparazioni nel 1919 susseguentemente alla prima guerra mondiale.

## Storia
Le locomotive del gruppo S.6 delle KPEV (Königlich Preußische Eisenbahn-Verwaltung), successivamente divenute Br 13 delle DRG (Deutschen Reichsbahn-Gesellschaft), vennero incorporate nel parco rotabili delle Ferrovie dello Stato nel numero di 2 sole unità nel 1919, furono immatricolate nel gruppo 553 con i numeri progressivi 001-002 e assegnate al Deposito locomotive di Pistoia.
Il passaggio alle FS non diede loro lunga vita in quanto i problemi connessi alla difficoltà di manutenzione per mancanza di ricambi e il loro elevato peso assiale, oltre 17 t per asse, che ne limitava l'utilizzazione a poche linee le portò ad un precoce accantonamento nel deposito locomotive di Foligno intorno al 1924. Furono demolite l'anno dopo a Terni.

## Caratteristiche
La locomotiva era a vapore surriscaldato con motore a 2 cilindri esterni. Le ruote di elevato diametro, 2,1 m, la rendevano atta ad effettuare treni veloci. Essendo di origine prussiana non ebbe modifiche all'apparato di produzione dell'aria compressa o al sistema frenante. Furono montate le valvole Coale di sicurezza della caldaia e venne modificata, per adeguarla alle normative italiane, la fanaleria frontale con l'applicazione dei fanali FS a petrolio e fu sostituito il fischio con quello di tipo italiano.